# 傑布拉伊爾區
傑布拉伊爾區是阿塞拜疆的一個區，位於該國西南部，南隔庫拉河與伊朗相望。面積1,050平方公里，1993年人口59,101人。首府傑布拉伊爾，大约6,300人居住于此，大部分为阿泽里人。
1930年建區。1993年8月23日至2020年10月9日，傑布拉伊爾一直在阿尔察赫共和国的实际控制之下。阿塞拜疆在2020年纳戈尔诺-卡拉巴赫战争期间重新控制傑布拉伊爾。